# Buddhista gazdaság
A buddhista gazdaság a gazdaságtudomány spirituális megközelítése, amely részben a buddhista etikán (lásd: Síla) alapul, és egyben azt a nézetet vallja, hogy jó munkát kell végezni az emberiség megfelelő fejlődéséhez.
A kifejezést Ernst Schumacher alkotta 1955-ben, amikor Burmába utazott, U Nu miniszterelnök gazdasági tanácsadójaként. Továbbá szinte kizárólagosan ő és a követői, valamint théraváda buddhista írók használták a kifejezést, mint például Prayudh Payutto.
Schumacher esszéje, a Buddhista gazdaság volt az első publikáció az 1966-os Ázsia: Egy kézikönyv-ben, majd újra kiadták Schumacher 1973-as gyűjteményében, mely a „Small Is Beautiful: Economics as if People Mattered” címet viselte. A könyv magyarul is megjelent a Közgazdasági és Jogi Könyvkiadónál 1991-ben A kicsi szép : Tanulmányok egy emberközpontú közgazdaságtanról címmel.
Ennek a hatására a bhutáni kormány gyakran figyelembe vett egy kifejezést a műből: például hagyományos gazdasági mutatókat, Bhután használta a bruttó nemzeti boldogságot, hogy mérhetővé tegye a élet minőségét és a nem anyagi jólétet.

## Fordítás
- Ez a szócikk részben vagy egészben  a   Buddhist_Economy című angol Wikipédia-szócikk fordításán alapul.  Az eredeti cikk szerkesztőit annak laptörténete sorolja fel. Ez a jelzés csupán a megfogalmazás eredetét és a szerzői jogokat jelzi, nem szolgál a cikkben szereplő információk forrásmegjelöléseként.